# Маньковка (Белокуракинский район)
Манько́вка (укр. Маньківка) — село, относится к Белокуракинскому району Луганской области Украины.
Население по переписи 2001 года составляло 151 человек. Почтовый индекс — 92231. Телефонный код — 6462. Занимает площадь 1,437 км². Код КОАТУУ — 4420987703.

## Известные люди, связанные с селом
- Гапочка, Николай Михайлович — политик, родился в Маньковке

## Местный совет
92230, Луганская обл., Белокуракинский р-н, с. Просторное.